# Bandeira de Granja (Ceará)
A Bandeira de Granja é um dos símbolos oficiais do município de Granja, estado do Ceará, Brasil.

## Descrição
Seu desenho consiste em um retângulo dividido em três faixas verticais de mesma largura nas cores verde, amarelo e verde, respectivamente. Na faixa amarela central está desenhado o brasão municipal. O brasão de armas consta de Escudo português clássico, talhado em prata e azul: na parte superior um lira dourada e na inferior uma carnaubeira em cor natural; Coroa Mural de prata de oito torres apoiadas em dois ramos de algodão florados e fibrados, tudo na cor natural; Listel azul com o nome do município, o número e a data da Leio que o criou, em ouro.

## Simbolismo
A Lira representa a vida artística e intelectual. A carnaubeira a principal fonte do produção. A Coroa Mural de oito torres em prata, representa a cidade conforme tradição portuguesa. Os ramos de algodão correspondem à vocação agrícola da terra e a outro importante produto da economia municipal. Os metais e cores do brasão simbolizam: O ouro — a força, a riqueza, a autoridade, a preeminência. A prata — a esperança, a caridade, a benignidade. O azul a justiça, a abundância.
A bandeira é composta de três faixas verticais. Duas verdes nas extremidades e a do centro é amarela, para representar a brasilidade do povo granjense. No centro da faixa amarela, assenta-se o brasão de armas, proporcional ao tamanho da bandeira, bordado ou pintado no verso e anverso.